# 德拉比尼夫卡 (科別利亞基區)
德拉比尼夫卡（烏克蘭語：Драбинівка）是位於烏克蘭中部的舊村，曾經隸屬波爾塔瓦州的科貝利亞基區。該村處於大科別利亞喬克河畔，分別距離布堅基1公里和佐洛塔里夫卡2.5公里，1989年人口10。